# Route européenne 381
Pour les articles homonymes, voir E381 et Route 381.
La route européenne 381 était une route reliant Kiev à Orel. Elle a été retirée de la liste en 2008, car elle fait doublon avec l'itinéraire de la E 105, E 391 et E 101.